# Chi
|  | For det kinesiske begreb ch'i, se artiklen Qi. |
Chi (Χ χ) er det 22. bogstav i det græske alfabet.

## Computer
I unicode er Χ U+03A7 og χ er U+03C7.
|   | decimal | hex     | HTML  |
| - | ------- | ------- | ----- |
| χ | &#967;  | &#x3c7; | &chi; |
| Χ | &#935;  | &#x3a7; | &Chi; |